# Susan Gerbic
Susan Marie Gerbic, ameriška fotografinja in znanstvena aktivistka slovenskega rodu, * 8. avgust 1962, Salinas, Kalifornija, Združene države Amerike.
Znana je kot soustanoviteljica skeptičnega združenja Monterey County Skeptics, ustanoviteljica in vodja projekta »Guerrilla Skepticism on Wikipedia« (GSoW), redna kolumnistka za revijo Skeptical Inquirer in članica ameriške nevladne organizacije Committee for Skeptical Inquiry. Susan Gerbic je velik del svojega skeptičnega aktivizma posvetila razkrivanju ljudi, ki trdijo, da so jasnovidni oz. jasnovidni mediji, ki jih sama imenuje »vampirji žalovanja«. Za svoj skeptični aktivizem je od različnih skeptičnih organizacij prejela več nagrad.
Živi v kraju Salinas v ameriški zvezni državi Kalifornija.

## Skeptični aktivizem
Susan Gerbic je odrasla v kraju Salinas v Kaliforniji, kjer je pripadala lokalni baptistični skupnosti. Njeno zanimanje za nadnaravne teme se je začelo, ko so jo prestrašila poročila o spontanem vžigu ljudi, »ideja, da bi lahko hodili po ulici in nenadoma, bum!« Za ameriško revijo Skeptical Inquirer je povedala, da je bila njena verska vzgoja prvič izzvana v poznih najstniških letih, ko se je prvič srečala z izrazom »ateist«: v prvem letniku srednje šole ji je razrednik povedal, da je ateist, ona pa te besede do takrat ni še nikoli slišala. Ko je ugotovila, da obstajajo tudi druge osebe, ki razmišljajo kot ona, je o tej temi prebrala vse, kar je lahko. Leta 1996 je začela brati revijo Skeptical Inquirer, ki je bila ključna za njeno transformacijo v znanstvenega skeptika.
Leta 2000 se je Susan Gerbic udeležila svoje prve konference, »Skeptic's Toolbox«, ki je potekala v kraju Eugene, Oregon, ZDA. Po tem, ko se je udeležila treh križarjenj v okviru Izobraževalne fundacije Jamesa Randija (ang. James Randi Educational Foundation) in več srečanj, imenovanih »The Amaz!ng Meeting«, ki jih je sponzorirala ista fundacija, je spoznala, da želi kot skeptik storiti več, zato se je usmerila v urejanje Wikipedije. Pozneje je ustanovila in še vedno vodi skupino Gverilski skepticizem na Wikipediji, s čimer je postala vplivna članica skeptične skupnosti in svetovalka pri programu Committee for Skeptical Inquiry ameriške neprofitne organizacije Center for Inquiry. Februarja 2018 so jo v ameriški neprofitni znanstveni organizaciji Center For Inquiry, ki se zavzema za spodbujanje sekularne družbe, osnovane na znanosti, imenovali za članico.

### Gverilski skepticizem v Wikipediji
Susan Gerbic je ustanoviteljica in vodja projekta Gverilski skepticizem v Wikipediji (Guerrilla Skepticism on Wikipedia, okrajšano GSoW), ki je namenjen izboljšanju vsebine Wikipedije z izboljšanjem in ustvarjanjem člankov, ki odražajo ideale znanstvenega naturalizma in znanstvenega skepticizma. V sklopu projekta so urejevalci Wikipedije do leta 2019 v več jezikih napisali ali v celoti predelali že več kot 1000 strani Wikipedije, ki so skupno generirali več kot 60 milijonov ogledov. Ameriška revija Wired je julija 2018 poročala, da pri projektu sodeluje več kot 120 mednarodnih urejevalcev.
Projekt Gverilski skepticizem v Wikipediji se je začel maja 2010. Idejo za organizirano urejanje Wikipedije je prispeval znani ameriški skeptik Tim Farley po tem, ko je Susan Gerbic izrazila svojo frustriranost glede običajnega urejanja Wikipedije in neintuitivnosti za nove uporabnike. Tako je na platformi Facebook in preko elektronske pošte začela z neposrednim treningom novih urejevalcev Wikipedije. Imena Gverilski skepticizem v Wikipediji sta se domislila Susan Gerbic in ameriški mentalist ter skeptik Mark Edward, z njim pa sta želela izraziti tip skeptičnega aktivizma, ki je individualen in pristen.
Cilj članov GSoW je v splošnih medijih prepoznati pomembne skeptične ali znanstvene članke, ki bi lahko služili kot pomembne reference, in jih nato navesti na straneh Wikipedije. Gerbic takšne spremembe imenuje »vzvratno urejanje«, saj gre za proces, nasproten običajnemu postopku pisanja, v katerem urejevalec dela na samo enem članku Wikipedije in ga izboljša s sklici iz številnih virov. Sodelavci GSoW iščejo s skepticizmom povezane članke, ki so potrebni izboljšave, ob tem med seboj pogosto delijo svoj napredek in drugače sodelujejo. Včasih intervjuvajo znane osebe, da bi tako izboljšali citiranost in vire informacij.

### Jasnovidni mediji
Susan Gerbic velik del svojega skeptičnega aktivizma posveča jasnovidnim medijem, ki jih imenuje »vampirji žalovanja«, saj prežijo na obupane družine, ki bi storile vse, da bi se pogovarjale s svojimi najbližjimi ali plačale karkoli, da bi našle pogrešanega otroka. Leta 2018 je Susan Gerbic v spletnem članku za revijo Skeptical Inquirer povzela običajne tehnike, ki jih mediji uporabljajo za doseganje svojih učinkov: ti segajo od izkoriščanja načina obdelovanja informacij v človeških možganih, do uporabe t. i. hladnega in vročega branja.
Aktivna je v javnem razkrivanju znanih medijev. Leta 2012 je skupaj s prijateljem skeptikom Markom Edwardom organizirala protest proti Sylviji Browne, ko je le-ta 13. julija nastopala v Las Vegasu. Protestu se je priključilo še nekaj znanih skeptikov, med njimi Benjamin Radford, Ross Blocher, Bob Blaskiewitz in Jay Diamond. Skupina je med protestom delila letake, v katerih so razložili tehnike hladnega branja in napačna predvidevanja Sylvije Browne. Leta 2015 je Susan Gerbic organizirala »operacijo krompirjevi kroketi« (ang. Operation Tater Tot), v kateri je k sodelovanju privabila več znanih skeptičnih aktivistov, ki so napisali članke o jasnovidnem mediju s svojo televizijsko oddajo, Tylerju Henryju. Povod za akcijo je bilo opažanje, da poizvedovanje z Googlovim iskalnikom vrne samo pozitivne in nekritične članke o Tylerju Henryju, Susan Gerbic pa je želela vzpostaviti uravnoteženo poročanje o tem jasnovidnem mediju, ki bi popravilo izkrivljeno sliko običajnih medijev. Med skeptiki, ki so prispevali k akciji, so bili Sharon Hill, Hemant Mehta, Jerry Coyne, Caleb Lack, Stephen Propatier in David Gorski. 
Susan Gerbic je organizirala več akcij, v katerih se je v namen razkrinkanja prevar, pretvarjala, da je običajna stranka medijev. Tako je leta 2014 organizirala »operacijo čmrlj« (ang. Operation Bumblebee"), v kateri je s sodelavci ustvarila lažne identitete skupine sorodnikov, vključno z njihovo preteklostjo in slikovnim materialom. Nato se je v kraju San Jose v Kaliforniji, v družbi dveh sodelavcev udeležila dogodka medija Chipa Coffeya. Pred dogodkom so se v gneči prisotnih ti trije sodelavci pogovarjali o njihovih izmišljenih umrlih sorodnikih. Chip Coffey je nato med dogodkom trdil, da se je pogovarjal z umrlimi sorodniki vseh treh, s čimer so dokazali prisluškovanje Coffeyevih sodelavcev. Leta 2015 je Susan Gerbic organizirala »operacijo kornet« (ang. Operation Ice Cream Cone) in v ta namen pridobila pomoč ateistične in skeptične aktivistke Heather Henderson. Susan Gerbic je s sodelavci, vendar brez vednosti Heather Henderson, ustvarila več povezanih Facebook strani z lažnimi profili, med katerimi so nekateri sledili znanim jasnovidnim medijem. Nato se je pod pretvezo, da je žalujoča mati umrlega 13 letnika, Heather Henderson udeležila zasebne seanse jasnovidnega medija Tima Brauna, v kateri je trdil, da komunicira z njenim umrlim otrokom. Susan Gerbic in njeni sodelavci so na ta način ustvarili slepi poskus, v katerem Heather Henderson ni vedela nič o »svoji« Facebook strani ter tako Timu Braunu med seanso ni mogla dati informacij z nje, zavedno ali nezavedno. Z dovoljenjem snemanja seanse so ugotovili, da Tim Braun sicer ni uporabljal informacij z lažne Facebook strani (kar bi bilo t. i. vroče branje), se je pa zmotil pri vsaki trditvi, ki jo je dal Hendersonovi glede njenega lažnega umrlega otroka. Zvočni posnetek seanse je v celoti na voljo na portalu YouTube.
Susan Gerbic je marca leta 2017 organizirala »operacijo pizza žepek« (ang. Operation Pizza Roll), ko je s sodelavci spet ustvarila povezane lažne Facebook profile. Nato je v družbi prijatelja skeptika Marka Edwarda obiskala dogodek jasnovidnega medija Thomasa Johna. Tam sta razkrinkala njegovo uporabo t. i. vročega branja. Pokazala sta namreč, da se Thomas John vnaprej pripravi na goste njegovih dogodkov, saj je o Gerbicevi in Edwardu pridobil podatke iz »njunih« lažnih Facebook profilov in med dogodkom trdil, da ju je prepoznal kot zakonca Susanno in Marka Wilsona ter trdil, da dobiva informacije od njunih umrlih, a neresničnih sorodnikov. Ta primer je v medijih sprožil velik odziv. Še pred prvim poročanjem v The New York Times pa je ta časopis organiziral še eno identično operacijo, v kateri je sodeloval tudi njihov novinar Jack Hitt. »Operacija breskvina koščica« (ang. Operation Peach Pitt) je bila namenjena razkrinkanju jasnovidnega medija Matta Fraserja. Kot v primeru Thomasa Johna, so tudi tukaj odkrili enake prijeme zavajanja.

### Drugo
Susan Gerbic je pobudnica in soustanoviteljica ameriškega skeptičnega društva Monterey County Skeptics (MCS). Društvo MCS je izpeljalo več javnih akcij, namenjenih demonstraciji nedelovanja homeopatskih pripravkov. Tako so leta 2010 javno vzeli 15 kratnik predpisane količine homeopatskega pripravka Boiron 30C, ki naj bi bil narejen iz strupene rastline volčja češnja (Atropa belladonna), leta 2011 pa je 100 somišljenikov javno vzelo 15-kratnik predpisane količine homeopatskega kofeinskega pripravka. Društvo MCS je od leta 2015 priredilo več skeptičnih dogodkov, namenjenih druženju in spoznavanju somišljenikov ter predavanjem znanih skeptikov.
Susan Gerbic je aktivna promotorka skeptičnih in znanstvenih konferenc in dogodkov, med drugim je izjavila, da »vemo, da so naše največje premoženje ljudje«.

## Kritike v javnosti
Skeptični aktivizem Susan Gerbic je naletel na kritike s strani zagovornikov alternativne medicine in nadnaravnih pojavov.
V intervjuju s Timom Farleyem je Susan Gerbic izjavila, da razume frustracije, ki jih javne osebnosti občutijo ob tem, saj so članki na Wikipediji izven njihove kontrole, vendar meni, da obtožbe teh ljudi na njen račun, večinoma izvirajo iz nerazumevanja pravil Wikipedije. »Wikipedija potrebuje urednke ...« in »psevdoznanost mora biti dobro podprta, preden jo lahko vključimo v članek. Tudi skeptikom izbrišejo spremembe, če te niso podprte z ustreznimi viri. Wikipedija je preveč pomembna, da bi jo vandalizirali ... za vse nas je preveč pomembna, da bi jo ignorirali.«

## Zasebno življenje
Stari starši Susan Gerbic so rojeni v Sloveniji. V ZDA so emigrirali v začetku 20. stoletja. Oče Susan Gerbic se je leta 1918 rodil v kraju Euclid, v zvezni državi Ohio, kjer je ob slovenskem materinem jeziku odraščal v imigrantskih soseskah. Za rakom je umrl leta 1989. Susan Gerbic je leta 2013 naznanila, da je zbolela za rakom dojk. Decembra 2013 je opravila 20 tednov kemoterapije za rak druge stopnje, marca 2014 pa 33 obsevanj.